# Тролейбус Кіто
Тролейбус Кіто (ісп. Trolebús de Quito)  — єдина діюча тролейбусна мережа Еквадору, що працює в столиці країни місті Кіто з 1995 року. Тролейбусна мережа є частиною більш розвинутої мережі швидкісного автобусу міста що має назву MetrobusQ.

## Історія
Будівництво тролейбусної мережі в місті розпочалося у 1994 році, вже у грудні наступного року відкрилася початкова дільниця. У 1996 році сталося перше розширення системи. У 2000 році мережу протягли до південної околиці Кіто. Останнє невелике розширення відбулося у 2008 році коли мережу добудували до нового автовокзалу з якого відправляються міжміські автобуси по всій країні. Середній щоденний пасажиропотік складає приблизно 250 тисяч чоловік, таким чином за перші 20 років існування тролейбус Кіто перевіз понад 1 мільярд пасажирів.

## Мережа
Система з самого початку будувалася за стандартами BRT, тобто практично на всій протяжності лінії, тролейбуси курсують на виділеній смузі та мають пріоритет при перетині перехресть. Всі зупинки побудовані з платформою на одному рівні з підлогою тролейбуса, це зроблено для прискорення посадки пасажирів. Оплата проїзду також здійснюються до посадки на тролейбус. Живлення системи відбувається за допомогою 12 тягових підстанцій.
Хоча тролейбусна лінія в місті одна, але по ній курсують одразу декілька маршрутів. Так, частина тролейбусів зупиняється на кожній зупинці, тоді як інші лише на деяких. Існують також експрес-маршрути, тролейбуси на яких курсують від однієї платформи до іншої без проміжних зупинок. Маршрути позначаються номерами від C1 до C6. Щоб система мала постійно високий пасажиропотік, використовуються невеликі допоміжні автобуси які здійснюють підвезення пасажирів до вузлових зупинок тролейбуса.

## Рухомий склад
Мережу обслуговують 113 зчленованих тролейбусів побудованих на базі кузовів Hispano Carrocería з електрообладнанням Kiepe Electric. Також всі машини мають допоміжний дизельний двигун Mercedes-Benz. До відкриття системи було придбано 14 тролейбусів, вже наступного року кількість рухомого складу збільшилась до 54 одиниць. До розширення системи у 1999—2000 роках було придбано ще 59 конструктивно схожих тролейбусів. В середньому на лінію виходить біля 80 тролейбусів, але у годину пік одночасно курсує до 96 одиниць. Така кількість рухомого складу, на відносно невеликій лінії, дозволяє підтримувати дуже малий інтервал руху, який іноді не перевищує 1 хвилини.

## Галерея

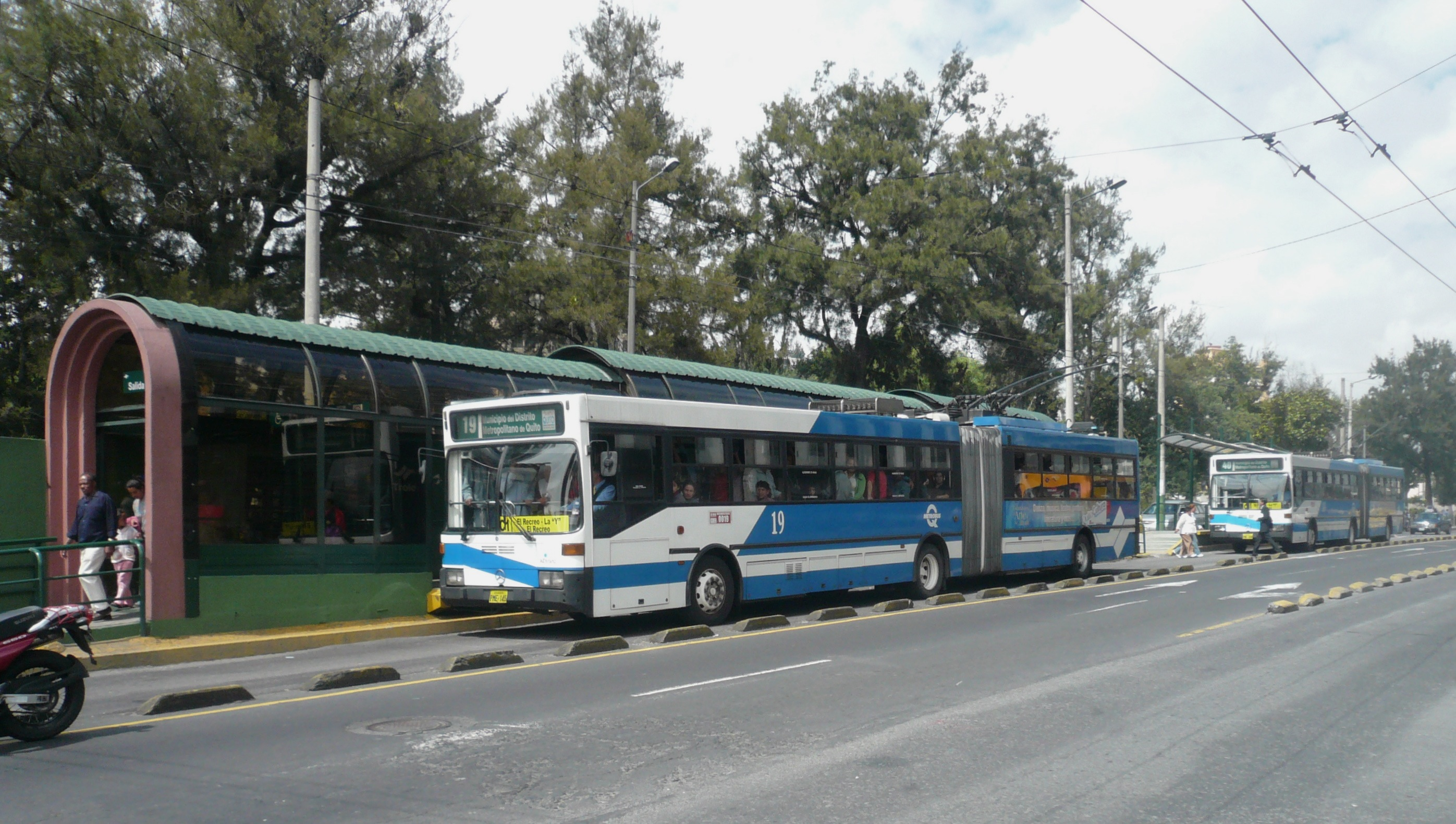
Тролейбуси біля однієї з зупинок (2007 рік)
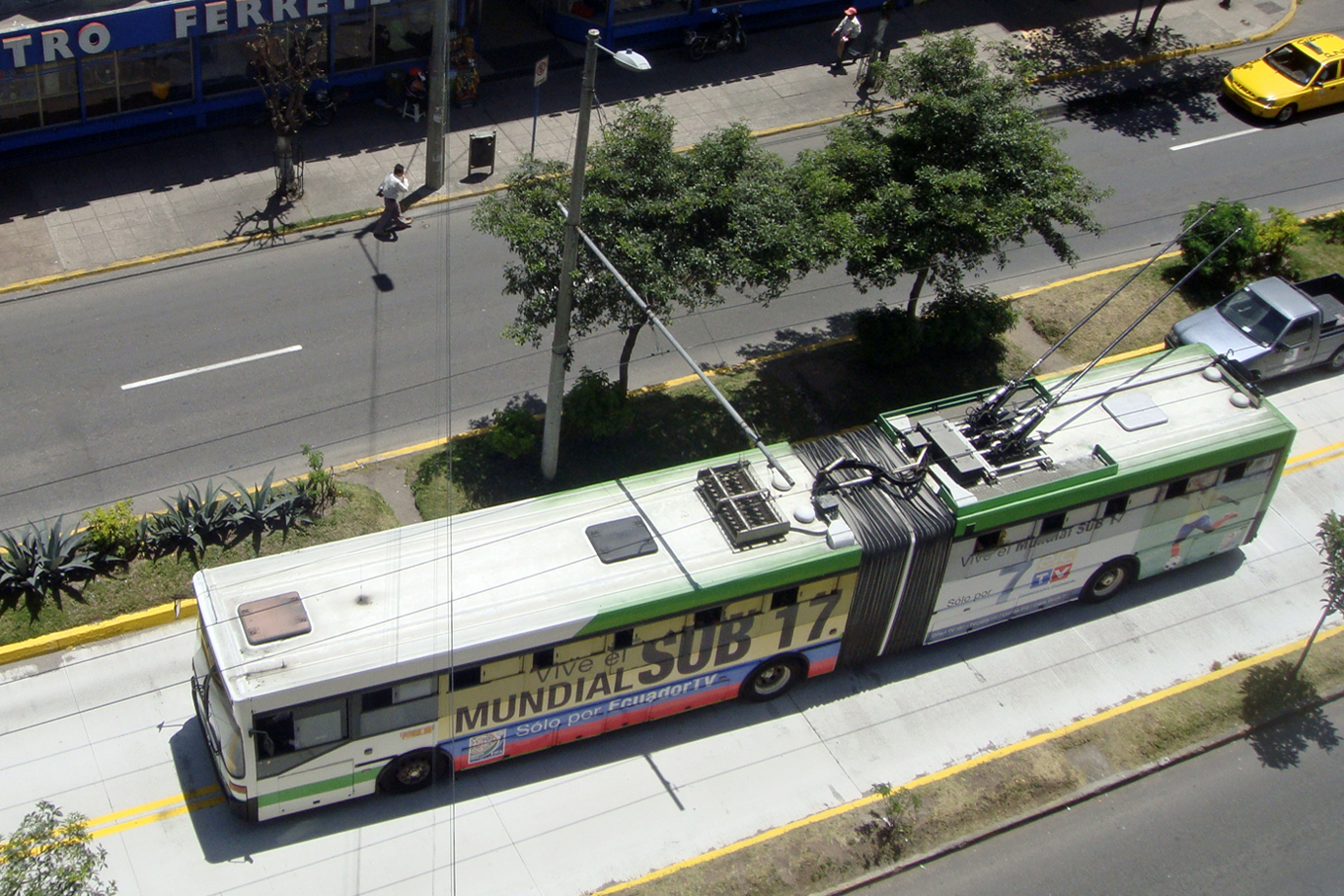
Зчленований тролейбус на виділені смузі
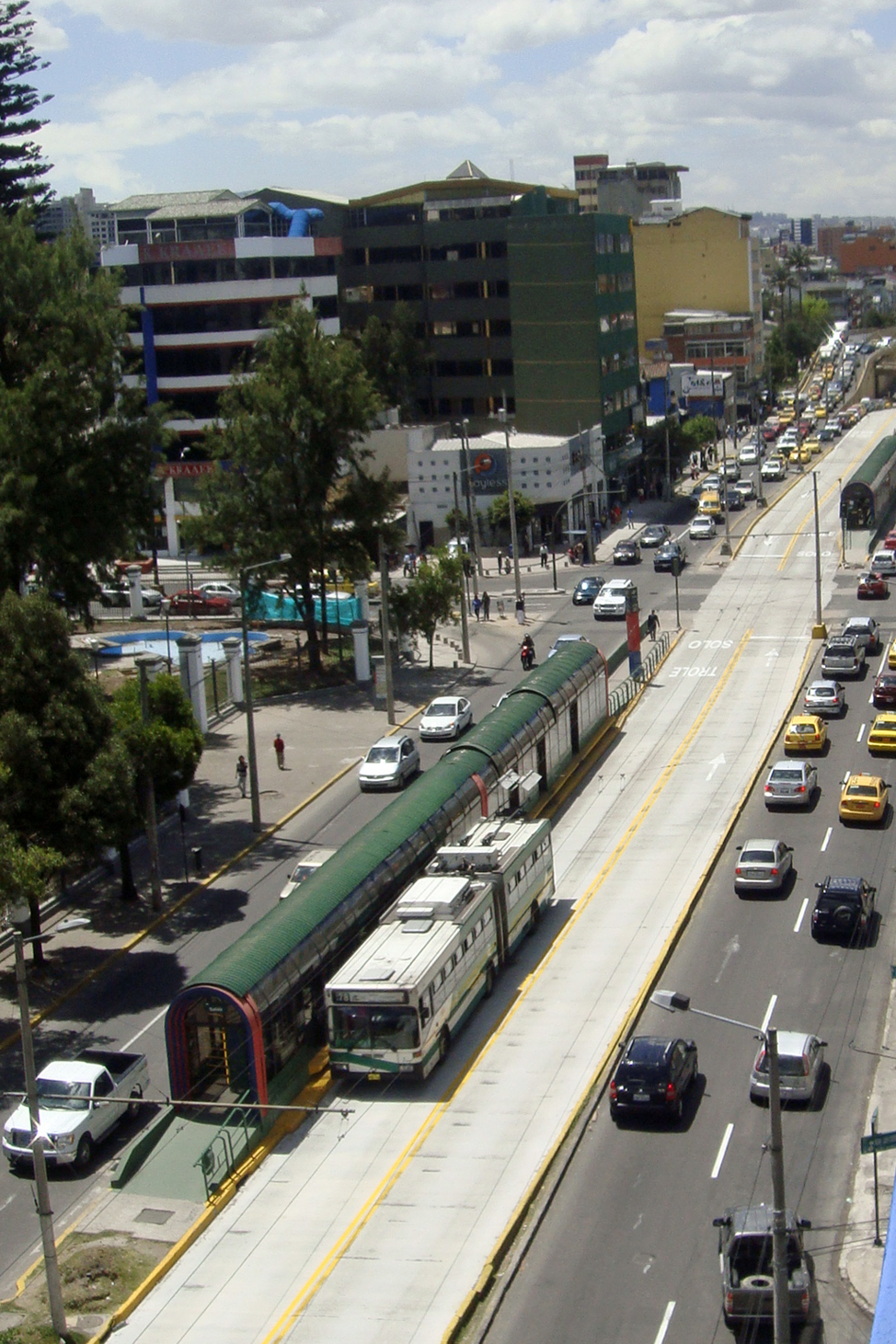
Виділена смуга для тролейбусів